# DGLAP
DGLAP (Dokshitzer–Gribov–Lipatov–Altarelli–Parisi) és l'acrònim corresponent als quatre físics teòrics que van proposar per primer cop les equacions d'evolució de la QCD, la teoria de la interacció forta. Les equacions DGLAP foren publicades per primera vegada al món occidental per G. Altarelli i G. Parisi el 1977, per això DGLAP i les seves especialitzacions són encara a voltes anomenades equacions Altarelli–Parisi. Només més tard es va saber que una fórmula equivalent havia estat també publicada a la Unió Soviètica per I. Dokshitzer el 1977 i per V. Gribov i L. Lipatov el 1972.
Les equacions DGLAP d'evolució de la QCD són àmpliament utilitzades en les determinacions globals de les distribucions de densitat de partons dins dels hadrons, així com ens les funcions de fragmentació de partons en hadrons, i són ingredients indispensables per a calcular matemàticament les seccions eficaces de producció de partícules en col·lisions a altes energies. Per aquests motius, els articles científics originals són entre els més citats en física de partícules avui en dia, acumulant-ne milers de citacions bibliogràfiques (gairebé 6.500 citacions l'article d'AP i més de 3.500 els de Gribov-Lipatov i Dokshitzer, a data de gener de 2019).